# Эпос

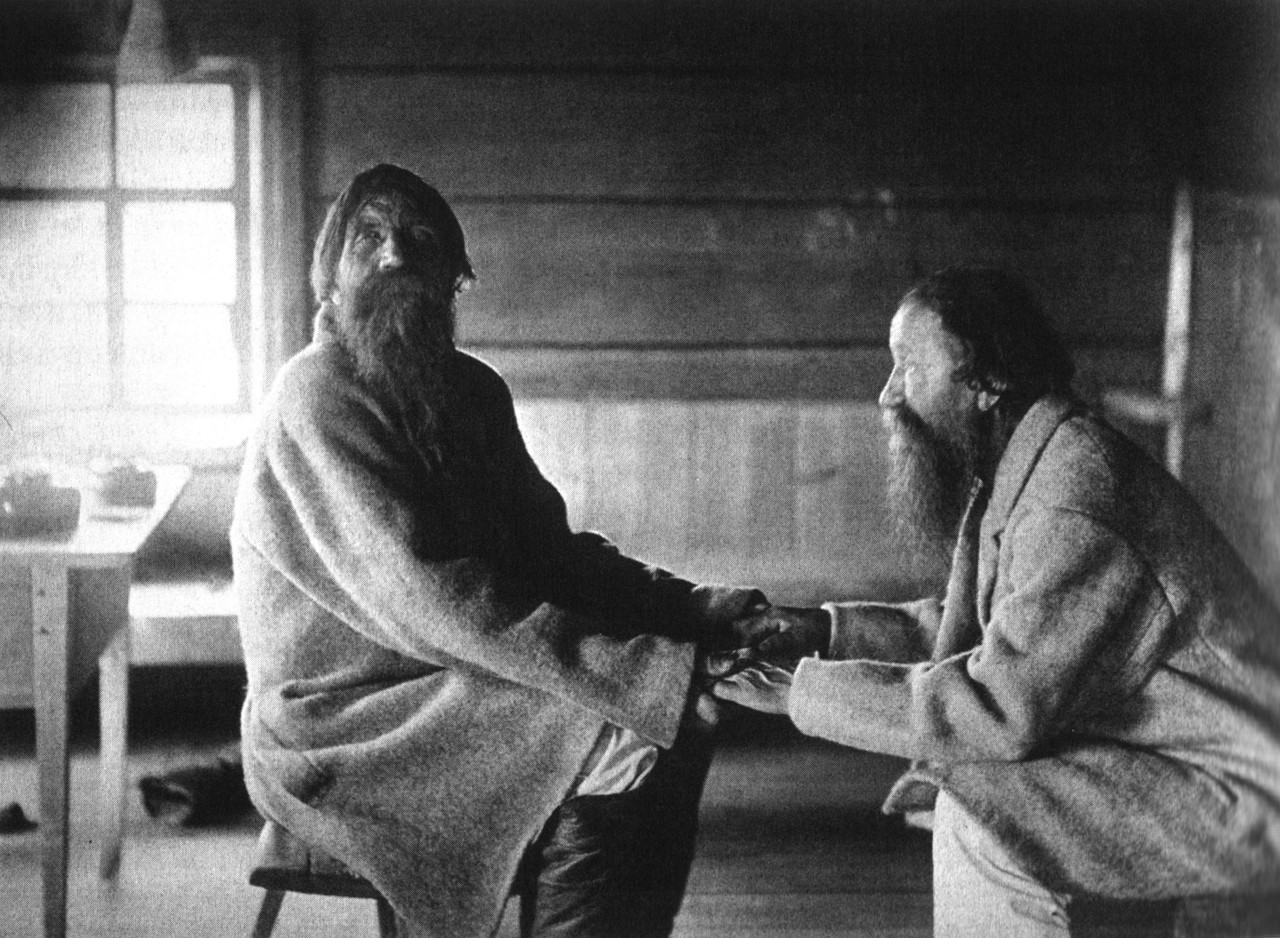
Певцы карельского эпоса братья Поавила и Триихво Яманен. Ухта, 1894 год

Э́пос (др.-греч. ἔπος — «слово», «повествование», «стих») — род литературы (наряду с лирикой и драмой); героическое повествование о прошлом, содержащее целостную картину народной жизни и представляющее в гармоническом единстве мир героев-богатырей.
Часто эпические поэмы не имеют автора (собиратели древних эпосов не осознавали себя авторами написанного). Повествование ведётся от лица реального или вымышленного рассказчика, наблюдателя, участника или героя события.

## Происхождение

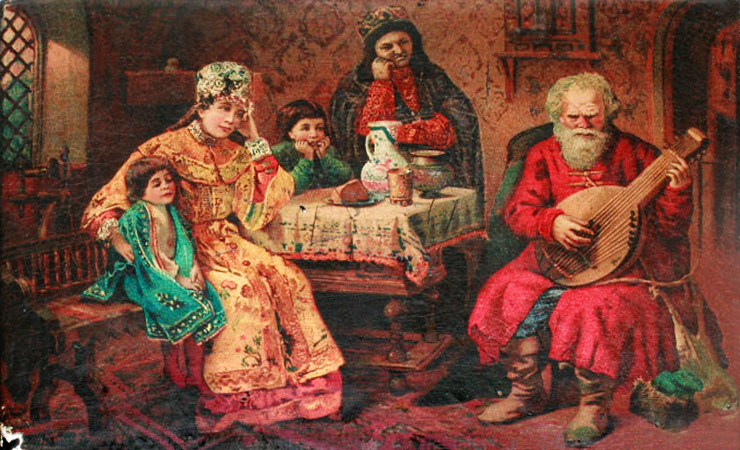
Остап Вересай на шкатулке «Певец-сказитель», Россия, фабрика Лукутина (XIX век)

На стадии зарождения эпоса у людей не существовало законченной картины мира, объясняющей его происхождение и судьбу. Тацит, описывая германские племена, упоминал их древние песни о мифологических предках и вождях, которые заменяли историю. Действительно, в эпосе воспоминания об исторических событиях сплавлены с мифом и сказкой, причём фантастический и исторический элементы в равной степени принимались за действительность. Эпос наполнен сведениями о мифологии и подвигах, афоризмами житейской мудрости, шутками, увлекательными рассказами. Назидательная функция столь же неотъемлема, как и познавательная. Эпос нёс древнюю мудрость, понимание которой считалось необходимым для каждого члена общества.
Переход от устного творчества певцов и сказителей к «книжному эпосу» сопровождался некоторыми изменениями в составе, объёме и содержании песен, поскольку эпические произведения в Европе существовали ещё в языческие времена, а в письменную форму были облечены столетия спустя после христианизации. Однако христианская идеология не определяет содержания и тональности поэм, что явствует при сравнении германского героического эпоса со средневековой латинской литературой, пронизанной церковным духом.
Некоторые учёные высказывают точку зрения, что героический эпос не возник в таких культурах, как китайская, а другие считают, что эпос в Китае всё-таки есть.

## Эпос и мифы
Важнейшим источником формирования героического эпоса стали мифы, особенно мифологические нарративы о первопредках — культурных героях. Ранняя эпика, которая развивалась в эпоху разложения родо-племенного строя, содержала героику ещё в мифологической оболочке; с использованием языка и концепций первобытных мифов. Второстепенный источник развития архаического эпоса — исторические предания; в некоторой степени эти жанры сосуществуют, почти не смешиваясь.
Позднее в условиях государственной консолидации развиваются классические формы эпоса с опорой на исторические предания. В них присутствует явная тенденция к демифологизации. На первый план выдвигаются отношения реальных племён и архаических государств. Архаический эпос изображает прошлое племени в качестве истории «настоящих людей», человеческого рода, поскольку человечество, племя или группа родственных племён в восприятии совпадают; рассказывается о происхождении человека, о том, как добывались элементы культуры и защите их от чудовищ. Эпическим временем в этих памятниках выступает мифическая эпоха первотворения.
Архаическая эпика, как правило, содержит в значительной степени мифологическую, дуальную систему непрестанно враждующих племён — своего, описанного как человеческое, и чужого, ассоциируемого с демонским началом; однако на втором плане в эпосе могут присутствовать также другие мифические миры и племена. Борьба между племенами — конкретное выражение защиты космоса от сил хаоса. «Враги» по большей части связаны с хтоническим, ассоциируются с такими вещами, как подземный мир, смерть, болезнь и т. п., тогда как «своё» племя локализуется на «средней земле», ему покровительствуют небесные боги. Так, чисто мифологическим в основе является оппозиция якутских демонских богатырей абасы, покровителями которых выступают духи болезней, хтонические демоны абасы, и человеческие богатыри айы, которым покровительствуют айы. Данное мифологическое противопоставление в сюжетах якутских богатырских поэм наложено на оппозицию предков якутов — группы  тюркских племён-скотоводов — окружающим тунгусо-маньчжурским племенам, которые занимаются лесной охотой и рыболовством.
Эпос алтайских тюрок и бурят не содержит резкого разделения на два враждующих племени (буряты сохраняют такое деление применительно к небесным богам и духам), однако богатыри сражались против различных чудовищ-мангадхаев в бурятских улигерах или против чудовищ, подчинённых Эрлику, хозяину преисподней, в алтайском эпосе. С чудовищами боролись шумеро-аккадские персонажи Гильгамеш и Энкиду, грузинский герой Амирани, греческие герои Персей, Тесей, Геракл, герои германо-скандинавской и англосаксонской традиций Сигмунд, Сигурд, Беовульф. В архаическом эпосе распространена чисто мифологическая фигура — «мать» или «хозяйка» демонских богатырей. Примеры включают старую шаманку абасы якутских поэм, старуху-куропатку — мать, породившую алтайских чудовищ, безобразную мангадхайку эпоса бурят, «лебединых старух» в традиции хакасов, хозяйку Страны севера Лоухи у финнов и др. Этих персонажей сравнивают, с одной стороны, с мифическими — эскимосской Седной, кетской Хоседэм, вавилонской Тиамат, а, с другой стороны, с персонажами из более развитых эпосов — королевой Медб ирландских саг, матерью Гренделя в сюжете «Беовульфа», старухой Сурхайиль в тюркском «Алпамыше» и т. д.
«Своё» племя в рамках архаической эпики не наделяется историческим именем. Нарты или сыны Калевы представлены просто племенем героев, богатырей, которые противостоят как хтоническим демонам, так и отчасти собственным измельчавшим потомкам. Развитые эпосы — германский, греческий, индийский изображают готов и бургундов, ахейцев и троянцев, пандавов и кауравов, уже исчезнувших в качестве самостоятельных племён, лишь как один из компонентов, вошедших в «этнос» носителей конкретного эпоса; они выступают в первую очередь в качестве героических племён из давнего героического века, представлены как героический, мифический, образец последующих поколении.
В некоторых аспектах нарты и близкие к ним героические племена могут быть сопоставлены с действовавшими в прошлом первопредками, персонажами древних мифов (кроме того, что эти племена воспринимаются в качестве предков народа — носителя конкретной эпической традиции), а время их жизни и славных деяний — с мифическим временем наподобие «времени сновидения». Герои наиболее архаических эпических поэм и сказаний наделены реликтовыми чертами первопредков или культурных героев. Так, старейший и самый популярный герой якутского олонхо Эр-Соготох («муж-одинокий») представлен в качестве богатыря, который живёт одиноко, не знает других людей и не имеет родителей (откуда его прозвище), поскольку он является первопредком человеческого племени.
Якутский эпос повествует и о другом типе богатыря, который был послан небесными богами на землю, чтобы исполнить особую миссию очищения землю от чудовищ абасы — также деяние, типичное для мифологического культурного героя. В эпосе тюрко-монгольских народов Сибири присутствует также мифологическая пара первых людей, представленных как родоначальники, устроители жизни на «средней земле». Бурятские улигеры рассказывают, как сестра сватает брату небесную богиню, для того, чтобы продолжить человеческий род. Родоначальники-первопредки занимают существенное место в осетинских сказаниях о нартах: Сатана и Урызмаг, согласно сюжету, сестра и брат, которые стали супругами, а также братья-близнецы Ахсар и Ахсартаг (они сравнимы с близнецами Санасаром и Багдасаром, представленными как основатели Сасуна в древней ветви армянского эпоса). Черты культурного героя явно представлены в образе древнейшего нартскооо богатыря Сосруко.
Ещё более яркие черты культурного героя-демиурга обнаруживается карело-финский Вяйнямёйнен и отчасти его «двойник» — кузнец-демиург Ильмаринен. Первый в значительной мере может быть сопоставлен со скандинавским богом Одином, который также имеет функцию культурного героя — шамана; отрицательным его вариантом выступает плут Локи. Связь персонажей Одина, Тора, Локи с традициями культурных героев способствовала их превращению в героев архаической эпохи.
Классические формы эпоса также 
обнаруживают мифологический слой. Так, черты культурного героя сохраняет Рама
в индийской «Рамаяне»; он признан уничтожить демонов, что напоминает Барида и ряд других дравидских мифологических персонажей. Монгольский эпос о Гесере тоже повествует о миссии борьбы героя с демонами во всех четырёх странах света, что находится в соответствии с архаической космологической моделью. Гесер обладает и чертами трикстера. Эпосы древних аграрных цивилизаций широко используют в качестве моделей построения сюжетов и образов специфичные для данных цивилизаций календарные мифы.
Большое число образов эпических героев, даже имеющих исторические прототипы, определённым образом соотносятся с конкретными богами и их функциями. По этой причине в некоторых сюжетах или фрагментах сюжетов воспроизведены традиционные мифологемы — что, однако, нельзя рассматривать как доказательство происхождения данного эпического памятника в целом из мифов или ритуальных текстов.
Жорж Дюмезиль считал, что индоевропейская трихотомическая система мифологических функций (включающая магическую и юридическую власть, воинскую силу, плодородие) и соответствующие этой схеме иерархические или конфликтные соотношения богов на «героическом» уровне воспроизведят «Махабхарата», римские легенды или осетинские версии нартских сказаний. Пандавы в «Махабхарате» фактически представлены в качестве сыновей не бесплодного Панду, а богов (дхармы, Вайю, Индры и Ашвинов); их поведение в некоторой степени повторяет функциональную структуру, куда включены эти боги. Реликты данной структуры Дюмезиль усматривал и в сюжете «Илиады», в котором Парис, который выбрал Афродиту, восстановил против себя богинь Геру и Афину, представлявших другие мифологические функции, и вызвал войну. В рассказе о разрушительной войне между пандавами и кауравами Дюмезиль также видел перенос на уровень эпоса эсхатологического мифа. Аналогичное явление наблюдается в ирландской традиции. С учётом мифологической субструктуры героических эпопей Дюмезиль указывал на ряд эпических параллелей в сюжетах древней литературы индоевропейских народов, включая скандинавскую, ирландскую, иранскую, греческую, римскую, индийскую. В то же время классические формы эпоса, хотя и сохраняя связь с мифом, в отличие от архаических эпосов, имеют опору в исторических преданиях, используют их язык для рассказа о событиях далёкого прошлого, которое является не мифическим, а историческим, точнее — квазиисторическим. Отличие от архаического эпоса не столько в степени достоверности рассказываемого, сколько в географических названиях, исторических наименованиях племён и государств, царей и вождей, войн и переселений. Эпическое время близко к мифическому, представляясь в качестве начального времени и времени активных действий предков, что предопределило последующий порядок. Однако эти сюжеты повествуют не о творении мира, а о самом начале национальной истории, устройстве ранних государственных образований и т. д.
Сюжеты о мифической борьбе за космос против хаоса преобразованы в повествования о защите своей родственной группы племён, государств, веры от захватчиков, насильников или язычников. В то же время в этих нарративах у эпического героя отпадает шаманский ореол, сменившись на чисто воинскую героическую этику и эстетику. Как и миф, носители традиции не воспринимают героический эпос как вымысел, и в этом смысле эпос может быть почти в равной мере противопоставлен сказке. Лишь в рамках романического эпоса, такого как рыцарский роман, сливаются линии героического эпоса и волшебной сказки. Романический эпос уже осознают как художественный вымысел.

## Поэтика

### Правдивость
Источником эпопеи служит национальное предание («абсолютное прошлое», по терминологии Гёте и Шиллера), а не личный опыт и вырастающий на его основе свободный вымысел. Эпический мир отдалён от времени певца и слушателя эпической дистанцией. В своём прологе к «Кругу земному» Снорри Стурлусон объяснял, что среди его источников есть «древние стихи и песни, которые исполнялись людям на забаву», и добавлял: «Хотя сами мы не знаем, правда ли эти рассказы, но мы знаем точно, что мудрые люди древности считали их правдой».

### Формулы
Использование формул — фундамент устной импровизационной поэзии, без которого она не может существовать. Формула — это сочетание слов, которое используется (с незначительными изменениями или без них) всякий раз, когда возникает подходящая для этого ситуация. Формула может быть короткой (из двух слов) или длинной (до десяти строк).
В эпических произведениях жизнь человека изображается в развитии, от события к событию. Эпический герой целостен, не мучим сомнениями и колебаниями, олицетворяет какое-то особое качество, характер, проявляемый в поступках и понятных речах. Это объясняется тем, что он знает и принимает свою судьбу, смело идёт ей навстречу. Эпический герой не свободен в своих решениях и выборе линии поведения, поэтому ему остаётся лишь доблестно, лучшим образом исполнить своё предназначение.

## Средневековый эпос

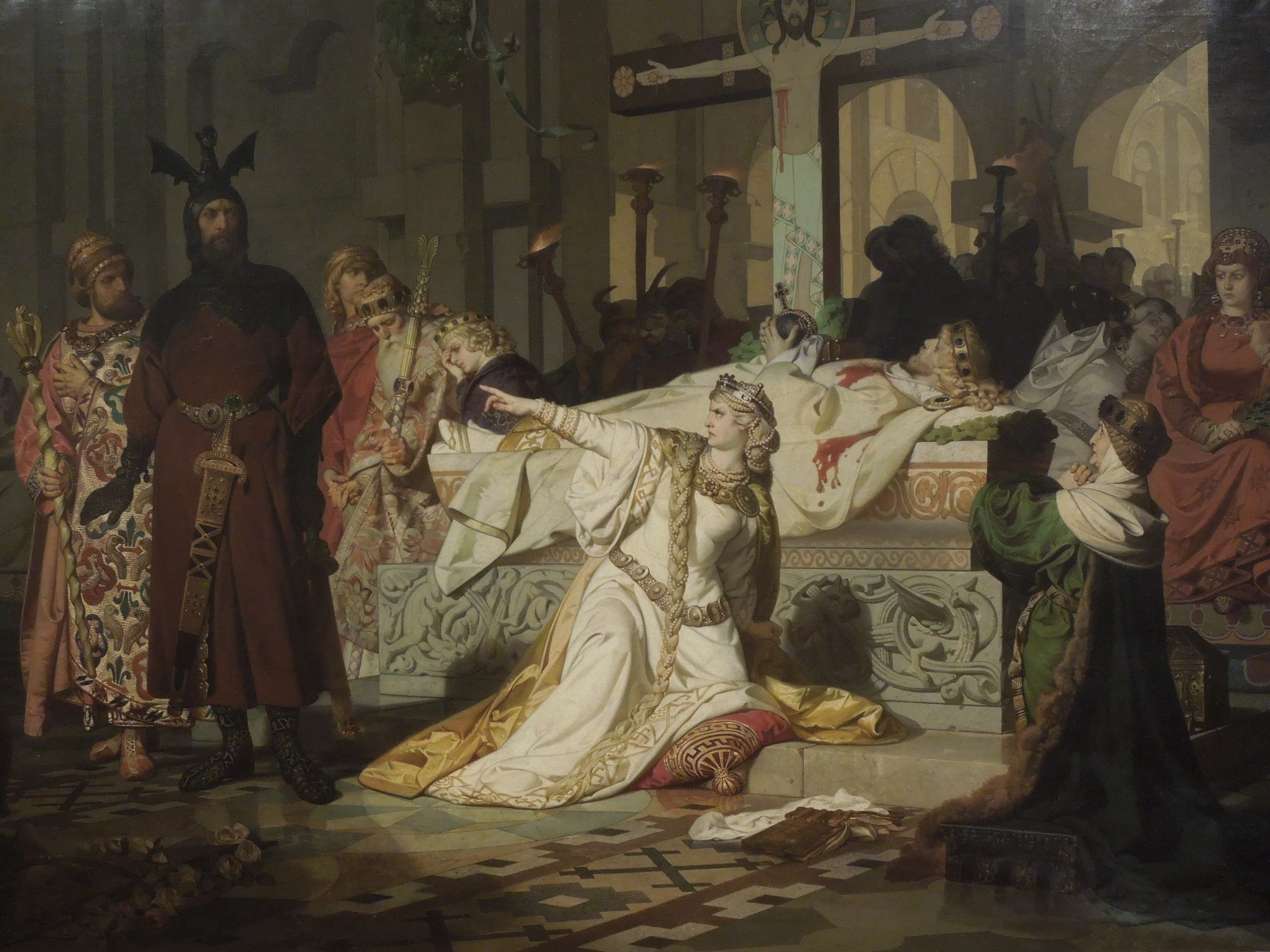
Эмиль Лауфер «Обвинение Кримхильды» (1879) по сюжету «Песни о Нибелунгах»

Средневековый эпос — прозаическая героическая поэзия, которая создавалась странствующими певцами или народом в период Средневековья. Эпос пелся под звуки арфы или виолы (маленькой скрипки).
Лучше всего сохранились французские эпосы — около 100 поэм. Самая знаменитая из них — «Песнь о Роланде» — записана во Франции в начале XII века. В ней рассказывается о героической гибели отряда графа Роланда во время отступления Карла Великого из Испании и о мести короля франков за гибель своего племянника. Завоевательный поход в Испанию изображён в поэме как религиозная война христиан против мусульман. Роланд наделён всеми чертами безупречного рыцаря: он справедлив, всеми любим, великодушен и отчаянно смел. Роланд совершает необыкновенные подвиги и гибнет, чтобы не нарушить клятву верности своему сеньору.
В этой поэме отразились и любовь народа к «милой Франции», и ненависть к её врагам, и полная покорность своему господину. В поэме осуждаются те феодалы, которые предают Родину.
Немецкий эпос «Песнь о Нибелунгах» отражает события и мифы времён Великого переселения народов. Запись этой поэмы сделана около 1200 года. В ней герои совершают подвиги не для защиты родины от захватчиков, а ради личных, семейных или племенных интересов. Но в поэме отразилась и жизнь германского народа в мирное и военное время. Пышные праздники у феодалов, пиры и турниры чередуются с войнами и битвами, в которых проявляются воинская удаль, смелость и сила рыцарей.
Обычно эпосы состояли из 30-50 строф по 8 строк в каждом. Иногда актёры инсценировали содержание эпоса и давали свои представления.

## Русский эпос

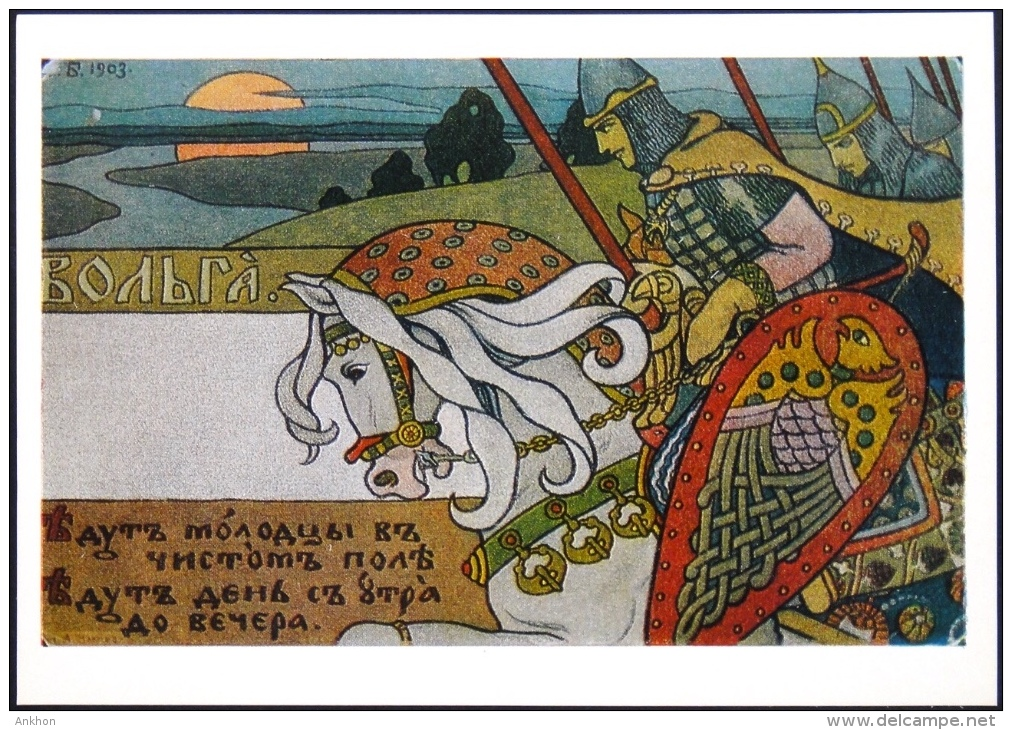
Иван Билибин
«Богатырь Вольга» (1903)

Русский героический эпос представлен былинами. Этот термин ввел в обиход для обозначения русских эпических сказаний учёный Иван Сахаров, взяв это слово из «Слова о полку Игореве»: автор хочет начать песнь по «былинам сего времени, а не по замышлению Бояню». Впрочем, слово «былина» как обозначение эпической песни изредка встречалось и в народе: «Сказка-складка, песня-быль», хотя чаще эпические песни называли «старинами». Первые записи былин были сделаны в XVII—XVIII веках. Среди них: 
- «Повесть о Сухане»;
- «Сказание о хождении богатырей киевских в Царьград» (Богатырское слово);
- «История о киевском богатыре Михаиле Даниловиче двенадцати лет»;
- «Сказание о князе Ставре Годиновиче»;
- «Сказание об Илье Муромце, Соловье-разбойнике и Идолище»;
- «Повесть о князе Владимире Киевском, о богатырях киевских, и о Михайле Потоке Ивановиче, и о царе Кащее Золотой Орды»;
- Отрывок сказания об Алеше Поповиче и Тугарине;
- «Повесть о сильном богатыре и старословенском князе Василии Богуслаевиче» и некоторые другие[14].

Во второй половине XVIII века были записаны былины, входящие в сборник «Древние российские стихотворения, собранные Киршей Даниловым». На протяжении XIX—XX веков былины записывались фольклористами — П. В. Киреевским, А. Ф. Гильфердингом, П. Н. Рыбниковым, Ю. М. Соколовым, С. И. Гуляевым, А. Д. Григорьевым, А. В. Марковым, Н. Е. Онучковым и другими. Известны такие знаменитые исполнители былин как Т. Г. Рябинин, А. П. Сорокин, К. И. Романов, П. Л. Калинин, В. П. Щеголенок, А. М. Крюкова, И. А. Федосеева, М. Д. Кривополенова, Ф. Е. Чуркина и др.
Ареал распространения былин включает такие регионы, как Печора, Мезень, Кулой, Пинега, Зимний Берег Белого моря, западное Поморье, Северное Обонежье, Западное Обонежье, Восточное Обонежье (Пудога), Кенозеро, Каргополье, центр Европейской части России, Урал, Сибирь, Дальний Восток, казачьи области (Дон, Нижняя Волга, Северный Кавказ и др.).

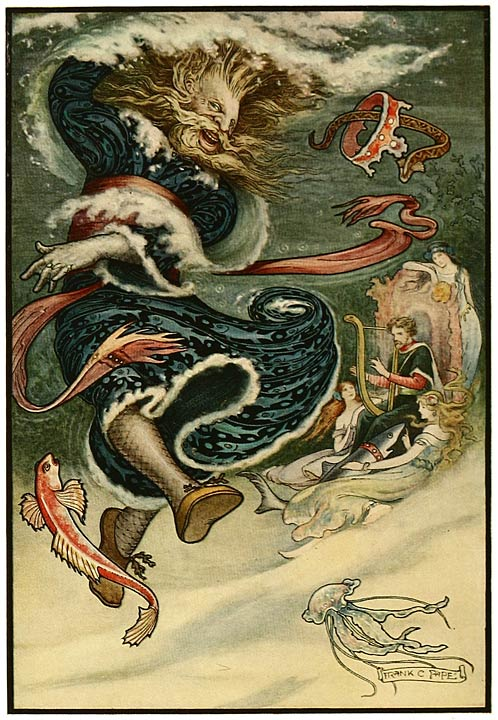
Фрэнк Чейн Папе «Морской царь танцует» (1916) по мотивам былины «Садко»

Былины, подобно эпическим произведениям других народов, исполнялись, как правило, пением под аккомпанемент музыкального инструмента — гуслей; хотя также было распространено и чтение без инструментального сопровождения.
Процесс сложения былин, по мнению большинства исследователей, охватывает огромный промежуток времени, с древнейших времён (былины о Святогоре, Волхе) вплоть до XVIII века (былина о Бутмане). Всего былинных сюжетов около 70-ти, не считая былинных песен, каждый сюжет может быть представлен как в единичной записи, так и в многочисленных вариантах.

## Эпос как род литературы
Основные виды (жанры) эпоса — это рассказ (малая форма), повесть (средняя форма), роман (большая форма). Также выделяются ещё жанры: эпопея, былина, сказка, поэма, новелла, очерк, басня, анекдот.
Значительную роль для эпических жанров несёт образ повествователя (рассказчика), который рассказывает о самих событиях, о персонажах, но при этом отграничивает себя от происходящего. Эпос, в свою очередь, запечатлевает не только рассказываемое, но и рассказчика (его манеру говорить, склад ума).
Эпическое произведение может использовать практически любые художественные средства, известные литературе. Повествовательная форма эпического произведения «способствует глубочайшему проникновению во внутренний мир человека».
До XVIII века ведущий жанр эпической литературы — эпическая поэма. Источник её сюжета — народное предание, образы идеализированы и обобщены, речь отражает относительно монолитное народное сознание, форма стихотворная («Илиада» Гомера). В XVIII—XIX вв. ведущим жанром становится роман. Сюжеты заимствуются преимущественно из современности, образы индивидуализируются, речь отражает резко дифференцированное многоязычное общественное сознание, форма прозаическая (Л. Н. Толстой, Ф. М. Достоевский).
Другие жанры эпоса — повесть, рассказ, новелла. Стремясь к полному отображению жизни, эпические произведения тяготеют к объединению в циклы. На основе этой же тенденции складывается роман-эпопея («Сага о Форсайтах» Дж. Голсуорси).